# Chan Sy
Chan Sy (Kampong Chhnang, 1932 – Mosca, 26 dicembre 1984) è stato un politico cambogiano.

## Biografia
Di discendenza cinese, Chan si unì al Partito Comunista Indocinese negli anni cinquanta, quindi entrò nel Partito Comunista di Kampuchea nel 1960, dopo avere lasciato la Cambogia a seguito della presa del potere da parte del principe Norodom Sihanouk. Nel 1970, dopo il colpo di Stato che portò al potere Lon Nol, Chan fece ritorno in patria insieme ai partigiani comunisti ma, in disaccordo con Pol Pot, fu espulso dal PCK nel 1973. Il PCK avrebbe preso il potere due anni dopo.
Chan riapparve nel 1978 alla testa del Fronte Unito Kampucheano per la Salvezza Nazionale, sostenuto dal Vietnam. Con l'invasione vietnamita del 1979, Chan fece ritorno in Cambogia, che lasciò praticamente subito per conseguire un addestramento militare nell'Unione Sovietica. Dal '79, fino alla morte, fu capo commissario politico. Nel 1980, tornato a Phnom Penh, divenne viceministro della Difesa per il governo filo-vietnamita, quindi ministro della Difesa, vicepresidente del Consiglio dei ministri e membro del Politburo del Partito Popolare Cambogiano nel 1981. Con l'esautorazione di Pen Sovan nel dicembre dello stesso anno, Chan divenne presidente del Consiglio dei ministri.
Chan Sy era un acceso sostenitore del Vietnam. Durante la sua presidenza compì visite in Bulgaria, Repubblica Democratica Tedesca e Unione Sovietica, per rafforzare le relazioni fra la Cambogia ed il Patto di Varsavia. Nel dicembre 1984 fu ricoverato a Mosca per problemi cardiaci. Sollevato dalle sue funzioni, morì il 26 dicembre. La notizia fu diramata dalle agenzie informative vietnamite il 31 dicembre.